# Kannamangalam
Kannamangalam là một thị xã panchayat của quận Tiruvanamalai thuộc bang Tamil Nadu, Ấn Độ.

## Nhân khẩu
Theo điều tra dân số năm 2001 của Ấn Độ, Kannamangalam có dân số 7297 người. Phái nam chiếm 49% tổng số dân và phái nữ chiếm 51%. Kannamangalam có tỷ lệ 75% biết đọc biết viết, cao hơn tỷ lệ trung bình toàn quốc là 59,5%: tỷ lệ cho phái nam là 83%, và tỷ lệ cho phái nữ là 67%. Tại Kannamangalam, 10% dân số nhỏ hơn 6 tuổi.